# أوثل (اسم)
أَوْثَل هو اسم علم مذكر من أصل عربي، وجاء الاسم على صيغة اسم التفضيل، ومعناه هو  الأكثر وثلًا أي وصلًا لغيره.